# Stuart Pigott

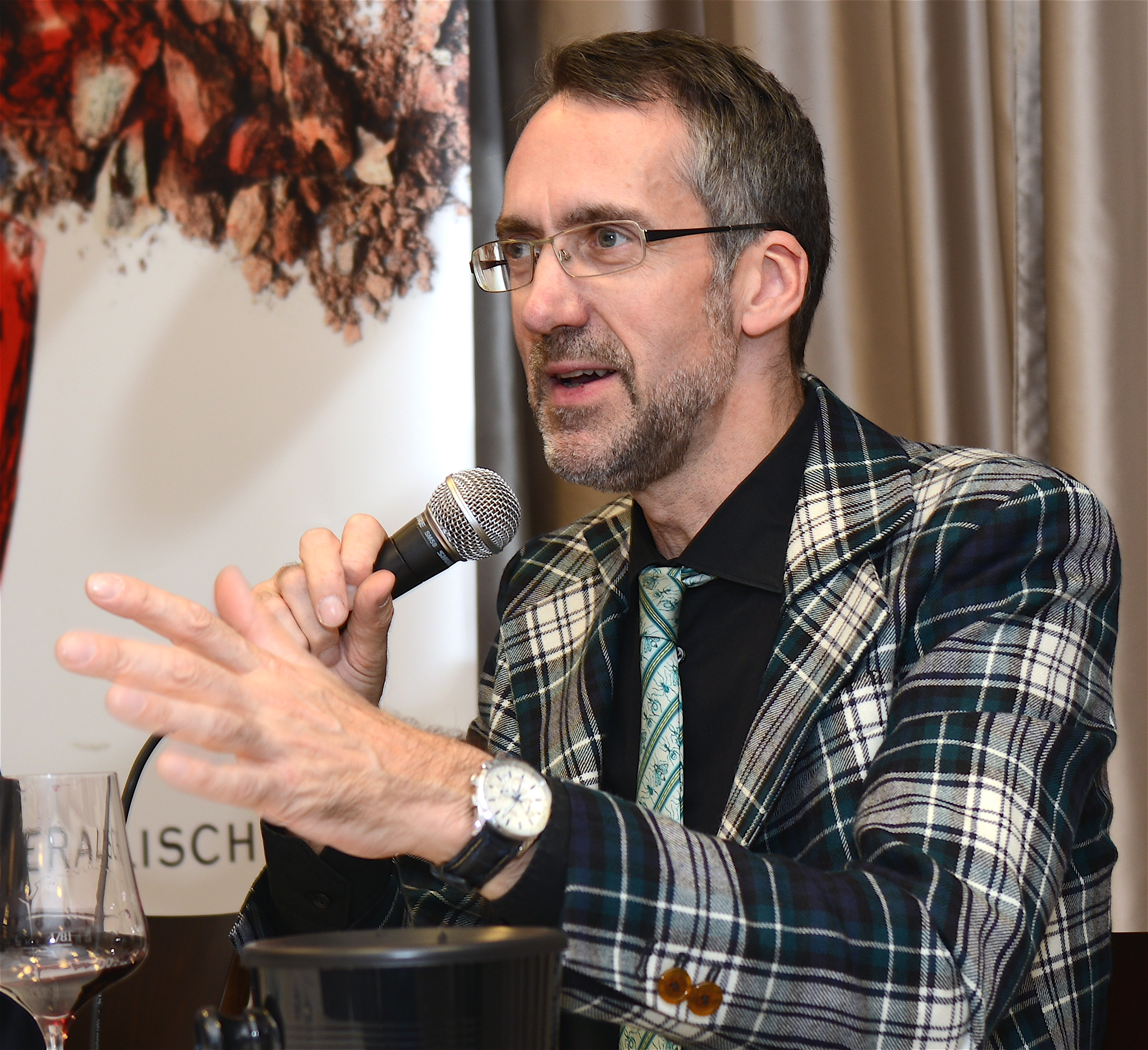
Stuart Pigott, 2014

Stuart Pigott (* 26. Mai 1960 in Orpington, London) ist ein britischer Weinkritiker, Autor und Journalist. Er gilt als unkonventioneller Weinkritiker und international als einer der besten Kenner des deutschen Weins.

## Leben
Pigott studierte ab 1979 Malerei und Kunstgeschichte in London am Goldsmith College und an der St. Martins School of Art. Nach einer einjährigen Studienpause, in der er als Wein-Kellner im Restaurant der Tate Gallery arbeitete, führte er das Studium am Royal College of Art in London fort.
Seine journalistische Tätigkeit begann er 1980 mit Beiträgen für eine New Yorker Kunstzeitschrift. Ab 1993 beschäftigte er sich erneut mit Malerei. Nach seinem Studienabschluss 1986 widmete sich Pigott dem Thema Wein hauptberuflich. 1989 siedelte er von London nach Bernkastel-Kues an der Mosel um. Seit Ende 1993 lebt und arbeitet Stuart Pigott als freier Autor in seiner Wahlheimat Berlin. Von 2008 bis 2009 studierte Pigott zwei Semester an der Fachhochschule für Weinbau in Geisenheim/Rheingau. Danach experimentierte er ein Jahr lang praxisnah mit Müller-Thurgau-Rebstöcken des mittelfränkischen Winzerhofs Stahl im Taubertal.
Stuart Pigott schreibt regelmäßig Weinkolumnen für die Frankfurter Allgemeine Sonntagszeitung, den Feinschmecker und Fine – Das Weinmagazin. Er steuerte auch Beiträge für die Fachzeitschrift Vinaria bei. Seinen Schreibstil bezeichnet er als „Gonzo-Weinjournalismus“ und meint damit eine „bedingungslose Recherche, die den Journalist tief in sein Thema verstrickt.“ Zum Thema Wein vertritt er Thesen wie „Wein kann man nahezu überall auf der Welt herstellen“ und jeder könne selbst entscheiden, ob einem ein Wein schmecke oder nicht, dazu bedürfe es keiner Weinkritik.
Seit September 2016 schreibt Stuart Pigott für die Internetseite des Weinkritikers und früheren Herausgebers von Wine Spectator, James Suckling. Während seine Reportagen frei zugänglich sind, können seine Bewertungen der Weine nur gegen Bezahlung gelesen werden.
Stuart Pigott unterstützt mit seinem Projekt „Wein hilft. Weinliebhaber gegen AIDS“ die Deutsche AIDS-Stiftung. Gemeinsam mit anderen internationalen Weinkritikern engagierte er sich gegen den Bau des Hochmoselübergangs, einer vierstreifigen Straßenbrücke über die Mosel mit einer anschließenden Trasse durch die Weinbaugebiete.
Pigott war bis 2015 mit der Sommelière und Kulinarik-Publizistin Ursula Heinzelmann verheiratet. Er lebt in Berlin und New York. Seit 12. März 2018 hat er zusätzlich zur britischen auch die deutsche Staatsbürgerschaft, da er wegen des Brexits nicht seine Privilegien als EU-Bürger verlieren wollte.

## Publikationen (Auswahl)
- mit Hugh Johnson: Atlas der deutschen Weine. München 1995
- Die führenden Winzer und Spitzenweine Deutschlands. Econ, Düsseldorf 1998
- Mit einem Schuss Wein. Bern 1998
- Göttertrank und Blendwerk. München 1999
- Meine Weinheimat – Die großen Weißweine Deutschlands. München 2001
- Schöne neue Weinwelt. Von den Auswirkungen der Globalisierung auf die Kultur des Weines. Argon, Berlin 2003, ISBN 3-87024-614-6; Scherz, ISBN 978-3-502-15085-5.
- Planet Wein. Scherz, Frankfurt a. M. 2005, ISBN 978-3-502-15877-6.
- Wein spricht deutsch. Weine, Winzer, Weinlandschaften. Scherz, Frankfurt a. M. 2007, gebunden, ISBN 978-3-502-19000-4.
- Wilder Wein. Reise in die Zukunft des Weins. Fischer, Frankfurt a. M. 2008, ISBN 978-3-596-16380-9.
- Wein weit weg. Expeditionen von Norwegen über den Kaukasus nach China. Scherz, Frankfurt a. M. 2009, ISBN 978-3-502-15115-9.
- mit Ursula Heinzelmann, Chandra Kurt, Manfred Lüer: Stuart Pigotts Weinreisen – Baden und Elsass. Scherz, Frankfurt a. M. 2009, ISBN 978-3-502-15176-0.
- mit Chandra Kurt, Manfred Lüer: Stuart Pigotts Weinreisen – Mosel. Scherz, Frankfurt a. M. 2009, ISBN 978-3-502-15173-9.
- Weinwunder Deutschland. Tre Torri Verlag, Wiesbaden 2010, ISBN 978-3-941641-37-2.
- Stuart Pigotts kleiner genialer Weinführer 2010. Scherz, Frankfurt a. M. 2010, ISBN 978-3-502-15100-5.
- Planet Riesling. Weißwein der Spitzenklasse. Tre Torri Verlag, Wiesbaden 2014, ISBN 978-3-944628-41-7.

## Auszeichnungen
- 1992: Steinfederpreis für Weinpublizistik
- 2004: Prix du Champagne Lanson
- 2005: VDP-Trophy „Herkunft Deutschland“
- 2014: „Riesling Fellow“ – Auszeichnung durch das Deutsche Weininstitut[14]
- 2018: Ehrenwinzer der Weinbaugemeinde Winningen[15]
- 2020: Professor Müller-Thurgau-Preis[16]

## Filme
- Weinwunder Deutschland. Deutschland entdecken mit Stuart Pigott. Dokumentationsreihe in 18 Folgen à 30 Minuten, Deutschland, 2010/2011/2013, Buch: Stuart Pigott, Alexander Saran, Regie: Alexander Saran, Produktion: Bayerisches Fernsehen.[17]
- Unser Gast: Stuart Pigott, Weinjournalist und Weinkritiker. Gespräch, Deutschland, 2009, 17:47 Min., Moderation: Hajo Schumacher, Regie: Karin Rewald, Produktion: Deutsche Welle (DW), Reihe: typisch deutsch, Erstsendung: 13. November 2009 bei DW, online-Video von DW.
- Weinkritiker Stuart Pigott. Fernseh-Reportage, Deutschland, 2008, 4:44 Min., Produktion: RBB, Reihe: Polylux, Erstsendung: 11. September 2008, Inhaltsangabe. (Memento vom 26. Dezember 2013 im Internet Archive)
- Feinschmecker in 60 Minuten – geht das? Gespräch, Deutschland, 2006, 55 Min., nachtstudio mit Volker Panzer, Produktion: ZDF, Erstsendung: 23. April 2006. Mit Sarah Wiener, Ursula Heinzelmann, Johanna Maier, Peter Hahne, Stuart Pigott.[18]